# Rhytidophyllum earlei
Rhytidophyllum earlei là một loài thực vật có hoa trong họ Tai voi. Loài này được (Urb. & Britton) C.V. Morton miêu tả khoa học đầu tiên năm 1957.